# آبکره (روستا)
آبکره، (به گویش محلی: اوکره) روستایی از توابع بخش آبژدان شهرستان اندیکا در استان خوزستان ایران است.

## پوشش گیاهی
پوشش گیاهی اطراف  این روستا شامل جنگل های بلوط و بادام،انجیر کوهی، کلخونگ و بنه می‌شودکه قسمت عمده این درختان در منطقه کوهستانی در کوهی به نام تلخه‌دان (به لری: تهلدون) قرار دارد.
در فصل بهار نیز انواع گیاهان دارویی از جمله گلگاوزبان، گزنه، کنگر، پونه و غیره... به وفور یافت شده و دشت های اطراف  پر از گل های بابونه و شقایق و غیره می‌‌شود.

## مردم
مردم این روستا از ایل بختیاری و طایفه گندلی هستند و به زبان لری بختیاری تکلم میکنند. مردم این روستا عمدتا دارای نام های خانوادگی زمان پور و اسدپور هستند.

## جمعیت
این روستا در دهستان کوشک قرار دارد و براساس سرشماری مرکز آمار ایران در سال ۱۳۹۵، جمعیت آن ۱۴۸ نفر (۲۲خانوار) بوده‌است.

## امامزاده‌ها
- امامزاده شاه عباس: این منطقه به عنوان پاچه شاه عباس معروف است، دلیل این نام گذاری وجود امام زاده ای با همین نام در آن منطقه است، که یکی از قدیمی ترین آرامگاه های منطقه اندیکا را در اطراف خود دارا است. شیر های سنگی متعددی از دوره های تاریخی مختلف بر روی این آرامگاه ها جا گرفته و جلوه خاصی به آن داده است که نشان از قدمت تاریخی آن منطقه دارد. لیکن شجره نامه ای مکتوب از آن امام زاده در دسترس نمی‌باشد که پیشینه تاریخی آن را مشخص کند.[۴]